# 二人の可愛い逃亡者
『二人の可愛い逃亡者』（ふたりのかわいいとうぼうしゃ、Escapade in Japan）は、アメリカ合衆国で製作された1957年の映画であり、ファミリー向けの冒険映画である。監督はアーサー・ルービンで、テレサ・ライト、キャメロン・ミッチェル、ジョン・プロボスト（この年から7年間、テレビの『名犬ラッシー (Lassie)』でティミー・マーティン役を演じた）、ロジャー・ナカガワ（Roger Nakagawa、中川達郎）らが出演した。

## あらすじ
東京の駐日アメリカ合衆国大使館に赴任した両親のもとへ向かうべく、マニラから飛行機に乗った少年トニー・ソーンダースは、飛行機の墜落事故で遭難するが、日本人の漁師一家によって海から救助される。やがて、通報を受けた警察が村にやってくるが、漁師一家の息子である田中朝彦は、自分たちが何か悪いことをしてしまったのかと恐れる。朝彦は、トニーとともに逃亡して、トニーの両親がいる東京を目指す。ふたりは京都にたどり着き、面白い人々と出会い、数多くの冒険をし、トニーを捜す警察をかわして、奈良へ逃げ出す。

## キャスト
- トニー・ソーンダース - ジョン・プロボスト
- メアリ・ソーンダース - テレサ・ライト
- ディック・ソーンダース - キャメロン・ミッチェル
- 田中朝彦 - ロジャー・ナカガワ（中川達郎）
- 田中計 - 藤田進
- 田中町子 - 三宅邦子
- ハーゲーブ大佐 - フィリップ・オーバー（英語版）

このほか、大川平八郎、江川宇礼雄、斎藤達雄、越川秀子、灰田勝彦らが出演している。また、この映画には、当時まだ無名だったクリント・イーストウッドが、捜索機のパイロット役としてクレジットなしで登場する。

## 日本での制作
戦後の外国為替は本国への送金に制限があり、日本国内の外国銀行支店で「蓄積円」として眠っていた。本作はこの在日蓄積円を使って製作されたもので、他にも『東京暗黒街・竹の家』や『サヨナラ』など数本のアメリカ映画が日本国内で撮影された。戦後間もない時期の作品は異文化に対する好奇心（オリエンタリズム）や人種的偏見による歪んだ風俗描写が目立ったが、本作ではこれらの演出態度は是正されてきている。
日本を舞台にした作品としてロケーション撮影は東北の漁港や京都の清水寺、奈良の法隆寺などで行なわれ、大映東京撮影所でもスタジオ撮影が行われた。